# Paisaje nocturno con monasterio en ruinas
Paisaje nocturno con monasterio en ruinas es una acuarela del pintor español Luis Rigalt realizada hacia el año 1850 y perteneciente al Romanticismo. Actualmente se encuentra en el Gabinete de Dibujos, Estampas y Fotografías del Museo del Prado de Madrid. 

## Técnica
Tintas parda y negra a pluma y acuarelas sobre papel continuo grueso.

## Descripción
Se trata de una acuarela de Luis Rigalt que probablemente es un esbozo o dibujo previo para alguna composición. Estos estudios, siempre tomados al natural en cuando a temas, tiene la franca emoción de las cosas directas y espontáneas, por ello estimamos tanto en su obra los dibujos y acuarelas.
Esta acuarela es además de nuestro interés por su adquisición en 2010 por el Museo del Prado de Madrid justo con otras dos obras de este mismo artista. El propio Rigalt imprima su firma en la acuarela que nos ocupa dónde se muestra las ruinas de lo que parece haber sido un monasterio gótico que se sitúa junto a un lago. El foco de luz incide de forma expresiva sobre el interior de las ruinas en una clara referencia al universo interior de la persona dejando lo exterior en la penunbra.
Se trata de una acuarela que se engloba en el estilo Romántico, tanto por su representación del paisaje, como por la luz crepuscular y la representación de ruinas medievales.

## Contexto
Aunque sus pinturas fueron realizadas en el taller, Rigalt acudió al natural para realizar los dibujos preparatorios, y es así como el artista tomó tanta afición a los estudios en plena naturaleza que le llevaron a plasmar en sus dibujos los aspectos más variados de nuestro paisaje rural y urbano. Su conjunto de dibujos, en número impresionante, forma un documento importantísimo de los lugares en los que vivió o tan sólo visitó.
Son dibujos realizados con sinceridad y verismo pero que no tienen nada de frialdad inexpresiva, aun cuando en algunos se adivina la intención documental más que la emotiva.
Los dibujos reúnen las más variadas técnicas, desde el preciso a la pluma, de trazado finísimo, hasta el apunte más rápido y simple, a veces consistente solamente en una mancha o una ligera frotación de lápiz, pero abundando el dibujo a la mina de plomo con lavado más o menos acusado de sepia, variante del gris rojizo y animado en ocasiones con toques de blanco de gouache, modalidad ésta que dominó extraordinariamente y que fue su preferida.
Rigalt vio el paisaje de una manera totalizadora y en general, ciñéndose a unas proporciones racionales. La luz y la atmósfera son elementos esenciales que vivifican sus composiciones. En la traducción de los fenómenos atmosféricos, tan difíciles de expresar y aún más para un dibujante por los pocos medios con que cuenta, Rigalt llegó a un grado de perfección técnica muy rara entre nosotros. En ocasiones, se dejó llevar por cierto efectismo escenográfico, por influencia del ambiente romántico del momento pero sin llegar a desvirtuar el naturalismo informativo.
Rigalt va a realizar dibujos de paisaje tanto urbanos como rurales.En cuanto a sus dibujos de paisaje, cabe destacar que Rigalt formó parte durante muchos años del Centro Excursionista de Cataluña, del que llegó a ser presidente, lo que le llevó a recorrer todas las tierras catalanas captando con su lápiz toda su belleza. Metódico en todo y cuidadoso como era, tuvo cuidado de poner al pie de los dibujos el nombre del sitio reproducido y la fecha del trabajo lo que ha permite adivinar los lugares por dónde fue pasando.